# Архиепархия Шапеко
Архиепархия Шапеко (лат. Archidioecesis Xapecoënsis) — епархия Римско-Католической церкви с центром в городе Шапеко, Бразилия. В митрополию Шапеко входят епархии Жоасабы, Касадора и Лажиса. Кафедральным собором архиепархии Шапеко является церковь Святого Антония Падуанского.

## История
14 января 1958 года Римский папа Пий XII издал буллу «Quoniam venerabilis», которой учредил епархию Шапеко, выделив её из епархии Лажиса и территориальной прелатуры Палмаса (сегодня — епархия Палмас-Франсишку-Белтрана)
12 июня 1975 года епархия Шапеко передала часть своей территории в пользу возведения новой епархии Жоасабы.
5 ноября 2024 года епархия была возведена в ранг митрополии.

## Ординарии епархии
- епископ José Thurler (12.02.1959 — 22.03.1962)
- епископ Wilson Laus Schmidt (18.05.1962 — 22.01.1968)
- епископ José Gomes (16.07.1968 — 28.10.1998)
- епископ Manoel João Francisco (28.10.1998 — 26.03.2014), назначен епископом Корнелиу-Прокопиу
- епископ Odelir José Magri, M.C.C.J. (с 3.12.2014)

## Источник
- Annuario Pontificio, Ватикан, 2007
- Булла Quoniam venerabilis, AAS 50 (1958), p. 507  (лат.)